# Meir Tzvi Bergmann

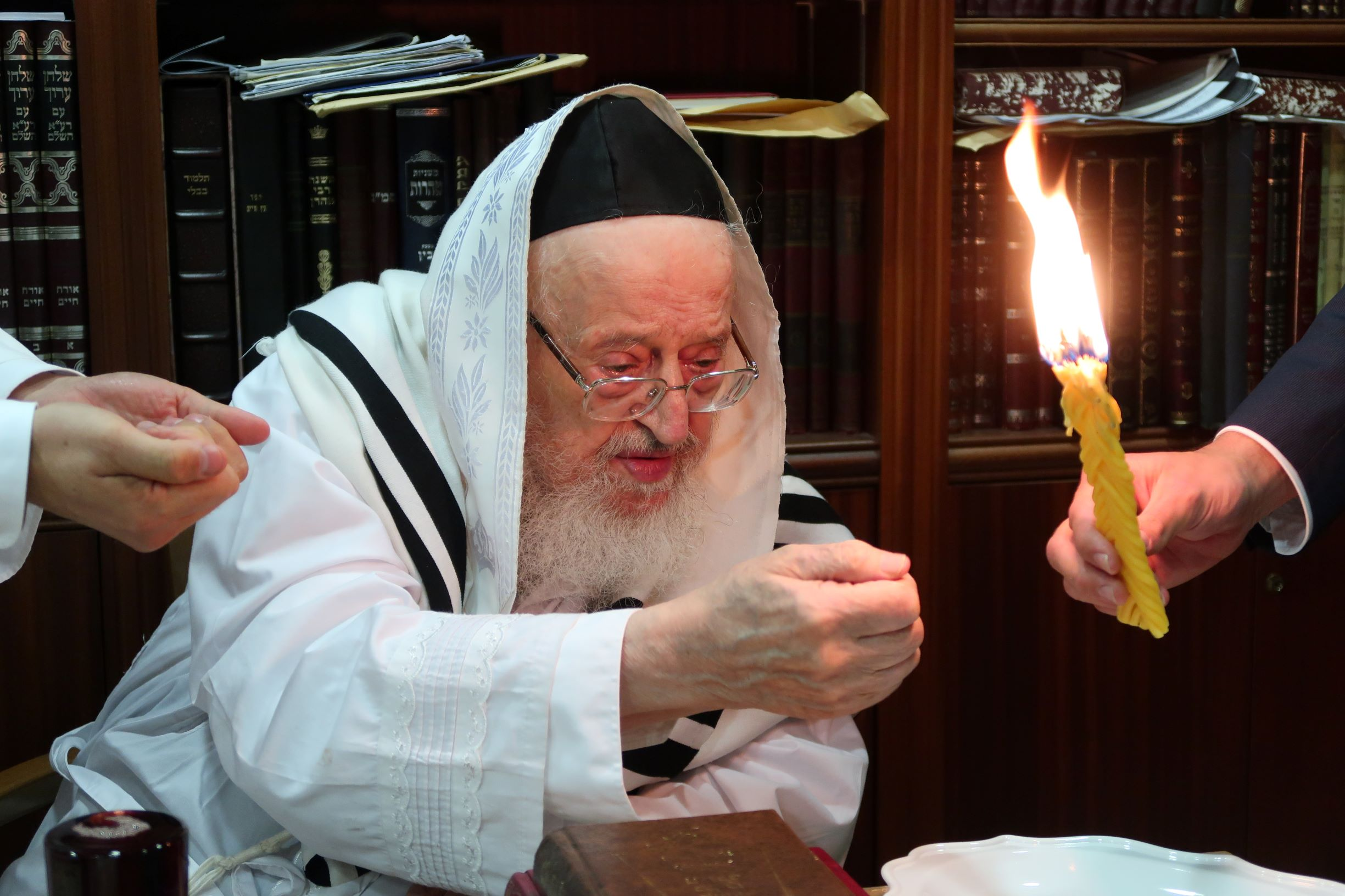
Rabi Meir Tzvi Bergman bei der Hawdala-Zeremonie am Ende von Jom Kippur (2021)

Meir Tzvi Bergman (hebräisch מאיר צבי ברגמן; geb. 1930) ist ein israelischer charedischer Rabbiner und Gelehrter.

## Leben
1930 in der Altstadt von Jerusalem geboren, heiratete er später die Tochter seines Rabbiners Rabbi Elazar Shech. Er ist Leiter einer großen Yeshiva in der Stadt Bnei Brak und einer der Vorsitzenden des Rates der ultraorthodoxen israelischen Partei Degel HaTorah. Rabbi Bergman ist dafür bekannt, sehr konservative Ansichten zu haben. Er lehnt entschieden den Aufstieg von Juden auf den Tempelberg und die Rekrutierung von Yeshiva-Mitgliedern für die israelischen Streitkräfte ab.
Nach Ansicht von Rabbi Bergman haben die jüdischen Thora-Bücher auch heute noch göttliche Bedeutung, und jeder Schaden an ihnen wird als direkter Schaden für den Schöpfer der Welt angesehen. „Wenn eine Tora-Rolle fällt, Gott bewahre, ist es, als ob der Heilige, gesegnet sei Er, mit Gnade und Frieden fällt“.